# Les 11 de Basauri

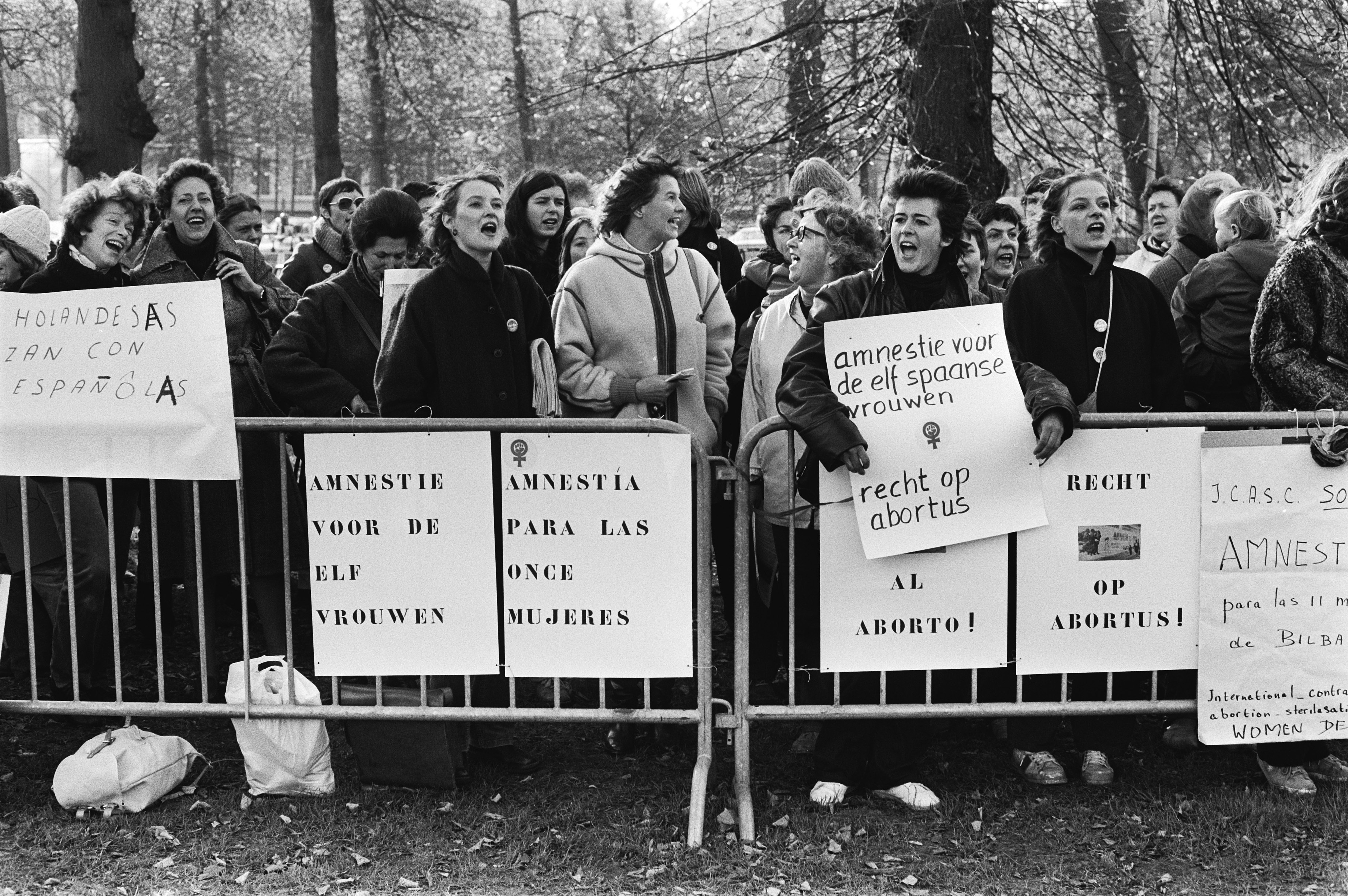
Manifestació de dones davant de l'ambaixada espanyola a l'Haia en contra del procés (1979)

Les 11 de Basauri va ser un cas repressiu contra onze dones de Basauri, de classe obrera, que van viure un procés penal des de 1976 fins a 1985, acusades d'haver avortat. D'entre elles, a una la van acusar d'haver practicat els avortaments amb l'ajuda de la seva filla també imputada. Es va donar la circumstància que non altra d'elles va fugir i en el seu lloc es va jutjar a un home acusat d'haver-la induït a avortar. Aquest procés és considerat precursor i impulsor de la primera llei de l'avortament després del franquisme que, en 1985, va despenalitzar, encara que de manera parcial, l'avortament a Espanya.

## Història
Les 11 de Basauri eren veïnes del barri del Kalero. El 8 d'octubre de 1976, durant les festes de la localitat, va ser arrestada una dona acusada de realitzar avortaments. Se li va demanar que donés els noms de les dones a les quals havia intervingut i l'endemà, policies de paisà van ser a casa d'aquestes dones perquè fessin una declaració breu a comissaria. Una vegada allà, van ser arrestades per haver avortat. Van passar diversos dies en el calabós del qual van sortir en llibertat condicional en espera d'un judici del qual podien sortir condemnades fins a dotze anys de presó, encara que finalment se'ls hi va demanar sis mesos i un dia de presó més onze anys d'inhabilitació especial. Per a la dona que havia practicat els avortaments, el fiscal va arribar a demanar seixanta anys i cinquanta-quatre per a la seva filla que l'havia ajudat, més un per haver-se practicat un avortament. Les processades es van posar en contacte amb un despatx laboralista de Bilbao que coneixien perquè els seus marits eren sindicalistes d'UGT i CCOO. Entre els advocats que es van encarregar del seu defensa es trobaven Antonio Pericas, Mertxe Agúndez i Ernesto Martínez de la Hidalga. El judici va trigar tres anys a sortir, es va disposar el 31 de maig de 1979 com a data, però no va arribar a celebrar-se per falta de qualificacions.
Una advocada, Isabel Otxoa Crespo, es va assabentar que s'anava a processar a onze dones de Basauri per avortament i va portar el cas a l'Assemblea de Dones de Biscaia que el va veure com una manera de posar cara a les seves reivindicacions d'un avortament lliure i gratuït i el dret de les dones a decidir sobre el seu propi cos. El moviment feminista basc es va bolcar en la defensa d'aquestes dones i va aconseguir que el cas transcendís l'àmbit privat i tingués una forta repercussió mediàtica, nacional i internacional. D'altra banda, en sortir al debat públic, va produir mobilitzacions massives, tant dins com fora de l'Estat espanyol.
La data del nou judici va ser el 26 d'octubre de 1979. La Coordinadora Feminista Estatal va crear comissions de dret a l'avortament en tot el territori i treballant en xarxa, es van realitzar tota classe d'accions per a visibilitzar la demanda de legalitzar l'avortament, la protesta pels judicis i la sol·licitud d'amnistia de les dones encausades. Van fer tríptics amb tota la informació, adhesius i cartells. Van enviar notes de premsa als periòdics, van crear lemes que van arribar a ser molt populars com «Si els bisbes parissin, l'avortament seria llei» o «Nosaltres parim, nosaltres decidim», es van encadenar en llocs públics, es van tancar als ajuntaments o van fer manifestacions en ciutats de tot Espanya i també a París, Lisboa o Lausana. Accions totes aquestes que van ser seguides pels mitjans de comunicació amb detall. Replicant la iniciativa de les dones que a França havien signat el manifest de les 343, es va decidir elaborar un document que recollia la declaració de dones conegudes de tots els àmbits que també havien avortat de manera voluntària i, en menys de setanta-dues hores, es va aconseguir la solidaritat de mil tres-centes cinquanta-set dones, algunes molt conegudes com a Ana Belén, Massiel, Amparo Muñoz, Cristina Alberdi, Pilar Brabo, Mercedes Milà, Matilde Fernández, Pilar Miró, Eva Forest, Brega Falcón, Rosa Regàs, Nativel Preuat, Susana Olmo, Soledad Gallego-Díaz, Maruja Torres, Karmentxu Marín i altres actrius, cantants, metgesses, advocades, polítiques, professores, escriptores o periodistes. Estava previst que el judici se celebrés a porta tancada per exprés desig de les acusades que no volien fer pública la seva imatge, però això no va impedir que, a les portes del Palau de Justícia de Bilbao, es reunissin milers de persones cridant, cantant i portant pancartes a favor de l'amnistia de les acusades i del dret a l'avortament.
El judici va tornar a ser ajornat per la incompareixença de dues processades a les quals no s'havia citat. L'Assemblea de Dones de Biscaia va continuar realitzant accions perquè els judicis per l'avortament no deixessin d'estar presents en el dia a dia de la societat. També van ser seguits amb atenció per organitzacions feministes internacionals. Així mateix, es va aconseguir el suport de sindicats i partits polítics d'esquerres.
Es va establir el 16 de juny de 1981 com a nova data del judici. Les acusades havien arribat a comprendre que el seu cas anava més enllà del seu àmbit personal i transcendia a la llibertat de les dones,. per la qual cosa van accedir al fet que se celebrés a porta oberta seguint les recomanacions del moviment feminista Van donar entrevistes en ràdio, van enviar cartes obertes als periòdics en les quals agraïen els suports, explicaven els seus motius per a avortar i reclamaven el dret a decidir sobre els seus cossos. Novament el judici, no es va celebrar.
La quarta citació va ser pel 16 de març de 1982 i, en aquella ocasió, es va celebrar a porta oberta. Els crits a favor de l'avortament i en suport de les processades que proferien milers de dones que es trobaven concentrades al carrer arribava a l'interior de la sala. La defensa es va basar en dos arguments. Un d'ells va ser que no s'havia provat que aquelles dones estiguessin embarassades i sense aquesta certesa, no es podia parlar de veritable avortament i si no estaven embarassades, era impossible que haguessin avortat, és a dir, un delicte impossible. D'altra banda, es va tractar de provar l'estat de necessitat d'aquestes dones. Segons la defensa, la seva situació personal, familiar, mèdica i social les havia portat a avortar sent aquest el mal menor, és a dir, que sabien que avortar estava penat, però que no havien de ser jutjades perquè les dones que tenien mitjans econòmics suficients, no necessitaven posar-se en mans d'una practicant, amb risc per a la seva vida, la seva salut i la seva llibertat, sinó que podien sortir de l'estat espanyol per a practicar-se avortaments, mentre que, per a elles, aquesta sortida era impossible, per tant, hi havia desigualtat de fet davant la llei. També va argumentar que se'ls havia vetat l'accés als anticonceptius quan els havien demanat. Després de dotze hores, a les 23:00 hores, el judici va quedar vist per a sentència.
Van ser absoltes nou de les onze persones acusades i es va condemnar a la dona que havia realitzat els avortaments, encara que la sentència recollia també que la condemna ja s'havia complert entre la presó preventiva i les demores del judici i a l'home inductor. Aquesta sentència va establir un precedent jurídic en els delictes d'avortament en aplicar per primera vegada l'eximent de l'estat de necessitat, a l'empara de la Constitució espanyola, per a absoldre a dues de les acusades i l'aplicació de delicte impossible a sis de les processades.
Però la Fiscalia va recórrer contra la sentència davant el Tribunal Suprem espanyol i un any després va donar la raó al fiscal dient que el simple fet de voler avortar, fins i tot sense estar embarassada, era un delicte i la situació de precarietat econòmica d'aquelles dones no els va semblar raó suficient per a no condemnar-les pel que, encara que va absoldre a quatre, va condemnar a multes i a pena de presó a les altres, que no van arribar a entrar a la presó perquè se'ls van aplicar els indults de l'any 1975 i 1977.
El maig de 1985, la sentència del Tribunal Suprem va ser ratificada pel Tribunal Constitucional espanyol. Ja s'estava tramitant en el Congrés dels Diputats una llei nova, que es va aprovar al juliol d'aquell mateix any, que despenalitzava l'avortament, encara que només en els supòsits de violació, malformació del fetus o risc per a la salut de la dona. Després de la sentència condemnatòria, els mitjans no van tornar a interessar-se pel tema que va quedar relegat a àmbits feministes. Elles tampoc van voler tornar a parlar.

## Reconeixements
- El 2010, la realitzadora Susana Koska, en el documental Vindicación, que tracta sobre el feminisme a l'Espanya postfranquista, va recollir, entre d'altres, el cas de les 11 de Basauri.[15][16]
- El 2011, l'Àrea d'Igualtat de l'Ajuntament de Basauri va promoure una recerca sobre el cas, que va realitzar Oihane López Grande i va posar una placa al poble en record d'aquestes dones.[17]
- El 2019, ETB2 va emetre el documental de recerca dirigit per Maite Ibáñez i Begoña Atin que porta per títol Las 11 de Bilbao.[18][19]
- El 25 d'octubre de 2020, el pòdcast De eso no se habla, creat per Isabel Cadenas Canó al costat del seu equip de dones Laura Casielles, Vannessa Rousselot i Paula Morais, va publicar el seu tercer episodi amb el títol Una placa en mi pueblo dedicat a aquest esdeveniment.
- El maig de 2023, es va estrenar la pel·lícula Las buenas compañías dirigida per Sílvia Munt i inspirada en aquesta història de lluita.[20]